# Louis Joseph Gilles de Torcy
Louis Joseph Gilles de Torcy, né le 13 juillet 1844 à Pernes et mort le 8 janvier 1918 à Hyères, est un général français.

## Biographie
Louis Joseph Gilles de Torcy est né le 13 juillet 1844 à Pernes. Nommé général de brigade, puis général de division, il commande la division de Constantine, puis il commande le 3e Corps d'armée à Rouen de juin 1906 jusqu’en mai 1909. Il est rappelé en 1914 pour commander la 20e région militaire.
En 1911, dans son ouvrage La question des troupes noires en Algérie, il s'inquiète du déploiement des tirailleurs sénégalais en Algérie et du risque qui serait posé lors de leur retour à la vie civile.

## Distinctions
- Officier d'académie (1875)
- Grand officier de la Légion d'honneur (1904)